# القرآن نور (مجلة)
مجلة القرآن نور هي مجلة فصلية تصدر عن مؤسسة القرآن نور بالقطيف تعنى بالدراسات والمقالات القرآنية والإسلامية، إلى جانب حوارات مع الباحثين والمهتمين، وتغطية النشاطات المرتبطة كالمؤتمرات والندوات والدورات والمعارض، ومتابعة آخر الإصدارات القرآنية في المكتبة العربية سواء عن طريق تقديم مراجعات لبعضها أو تقديم عروض مختصرة للبعض الآخر منها.
يشرف على المجلة كل من فيصل العوامي وعبد الغني عباس، ويرأس تحريرها حسن آل حمادة، ويدير التحرير بشير البحراني، ويشرف على تصميمها محمد آل حريز. تأسست بالقطيف في شهر صفر 1423هـ وصدر العدد الأول منها في بيروت من السنة نفسها.

## مرجع
1. 1 2  "« القرآن نور » أول مجلة قطيفية متخصصة - واحة القطيف". www.qatifoasis.com. مؤرشف من الأصل في 2010-11-29. اطلع عليه بتاريخ 2018-08-15.
2. 1 2  "منتدى الثلاثاء يستعرض الدوريات الثقافية المنطقة - منتدى الثلاثاء الثقافي". www.thulatha.com. مؤرشف من الأصل في 2017-09-08. اطلع عليه بتاريخ 2018-08-15.

## وصلات خارجية
- صفحة المجلة على شبكة مزن الثقافية.